# Rhododendron truncicolum
Rhododendron truncicolum är en ljungväxtart som beskrevs av Herman Otto Sleumer. Rhododendron truncicolum ingår i släktet rododendron, och familjen ljungväxter. Inga underarter finns listade i Catalogue of Life.